# 곡성 도림사
도림사(道林寺)는 대한민국 전라남도 곡성군 곡성읍에 있는 사찰이다. 1984년 2월 29일에 전남문화재자료 제22호로 지정되었다.

## 개요
660년(신라 무열왕 7년)에 원효대사가 사불산 화엄사로부터 이주하여 지었다고 전해진다. 현재는 응진당·지장전·칠성각·요사채 등이 있고 절 입구에는 허백련 화백이 쓴 「오도문」이라는 현판이 걸려 있다. 도선국사·사명대사·서산대사 등 도인이 숲같이 많이 모여들었다 하여 도림사라고 한다. 인근에는 도림사 계곡(지방기념물 제101호)이 있다.

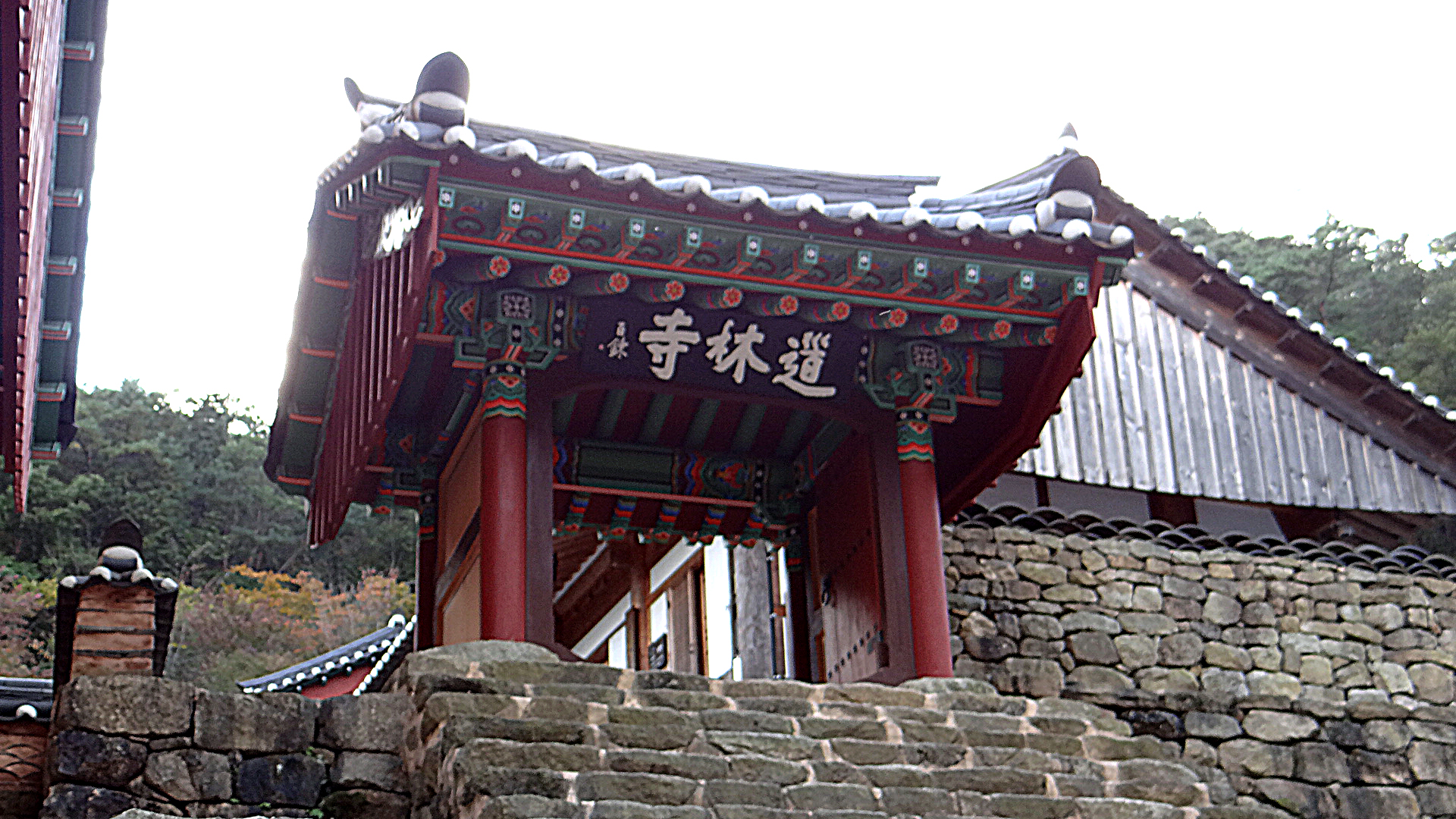
오도문
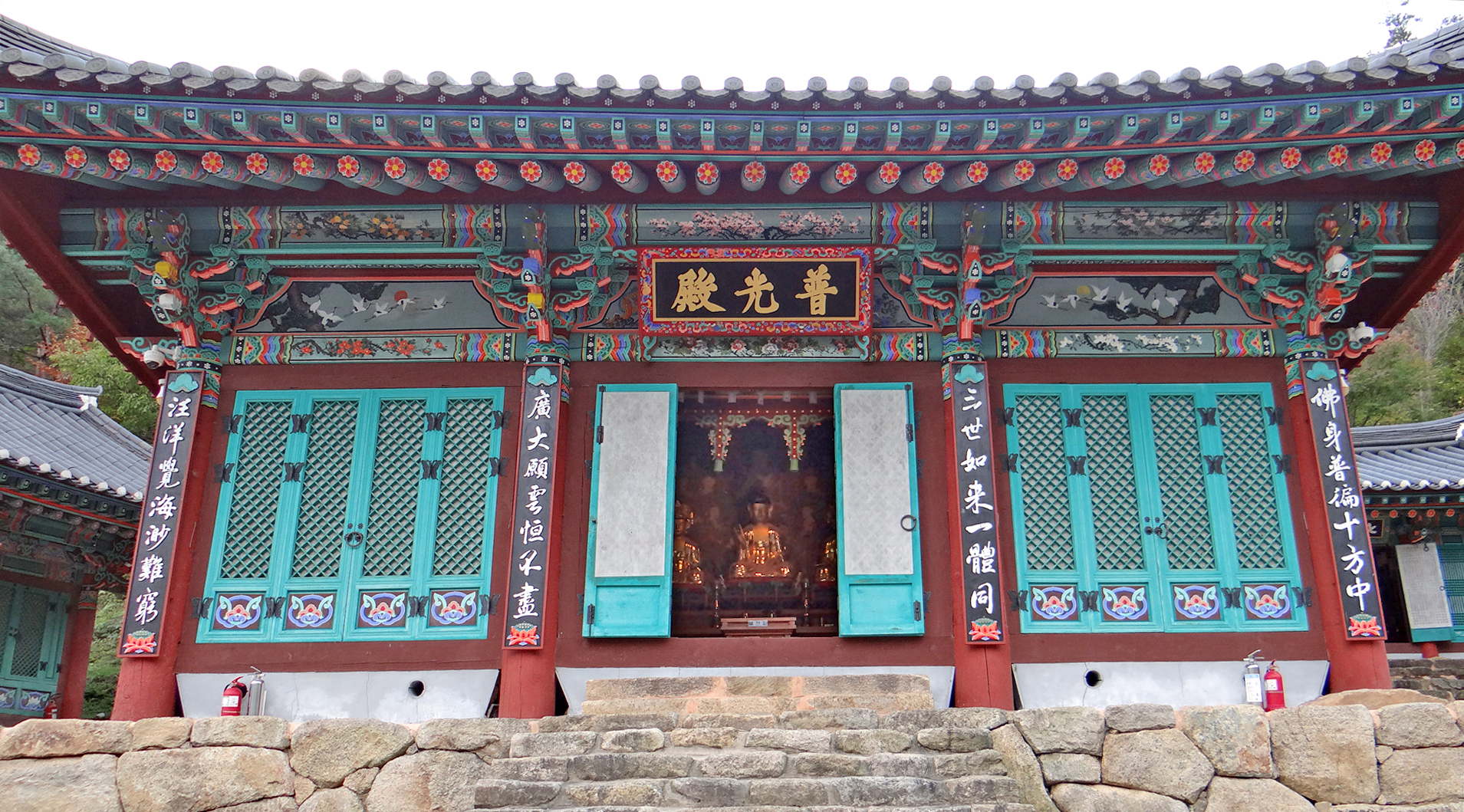
보광전
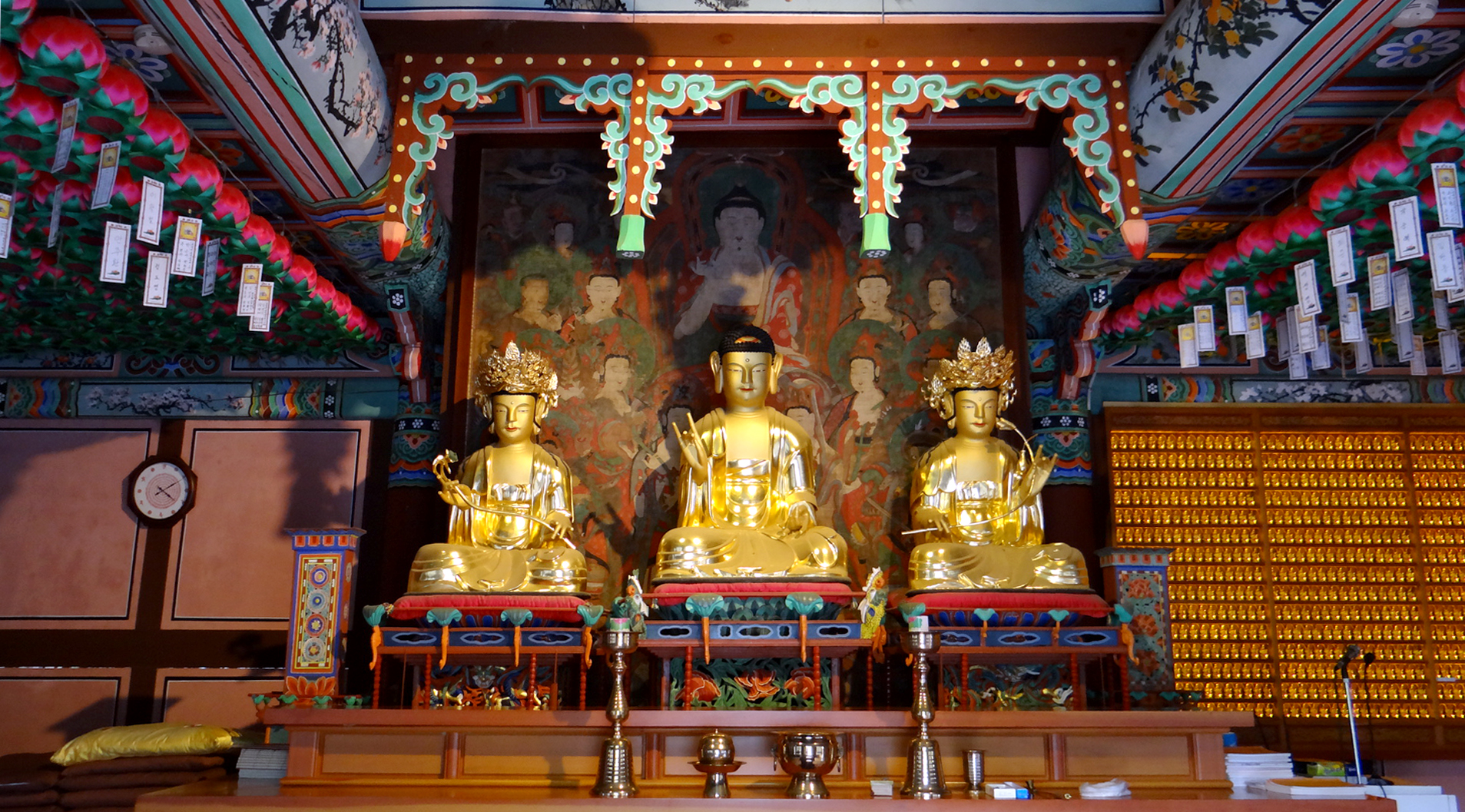
보광전 내부
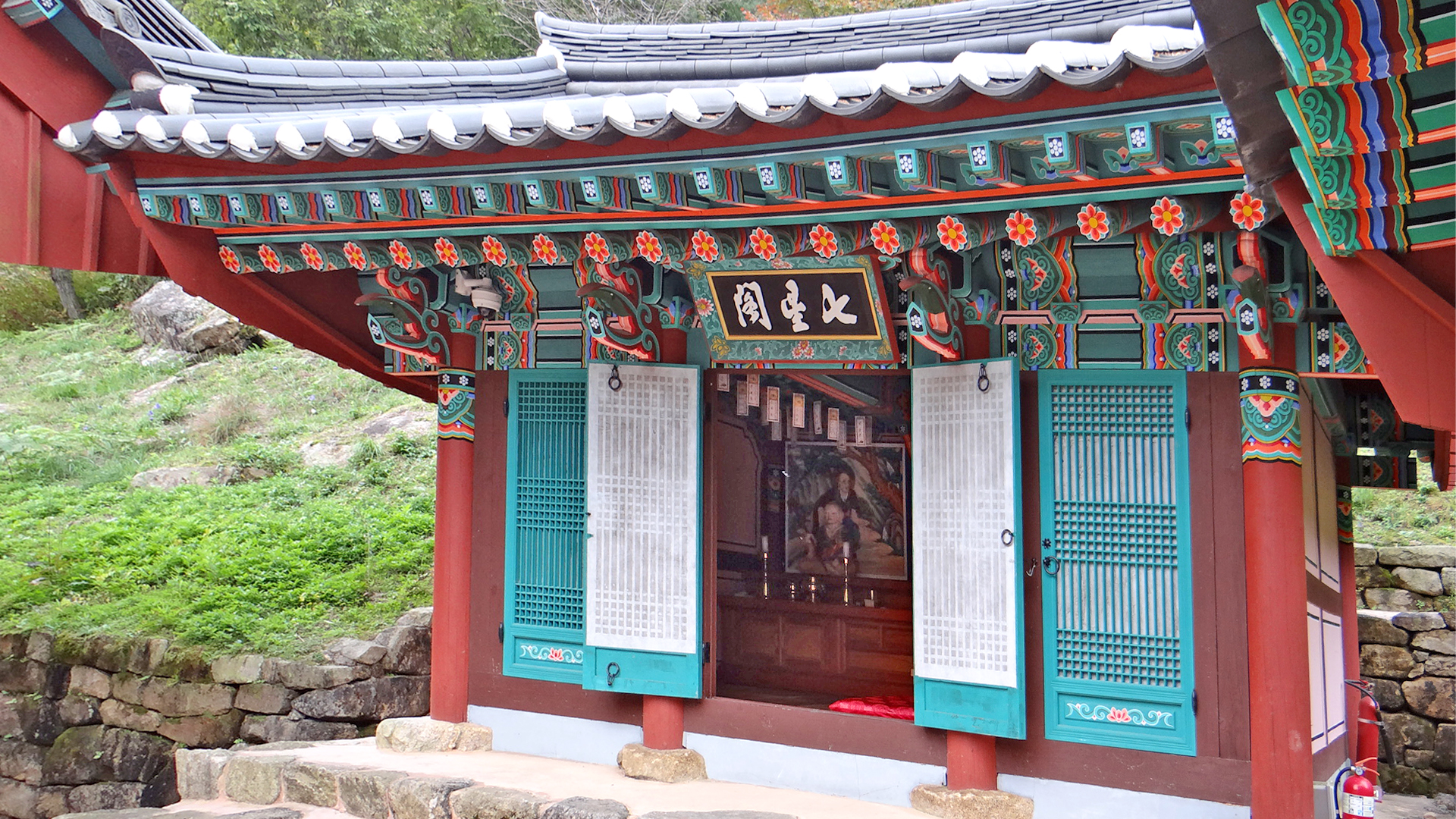
칠성각
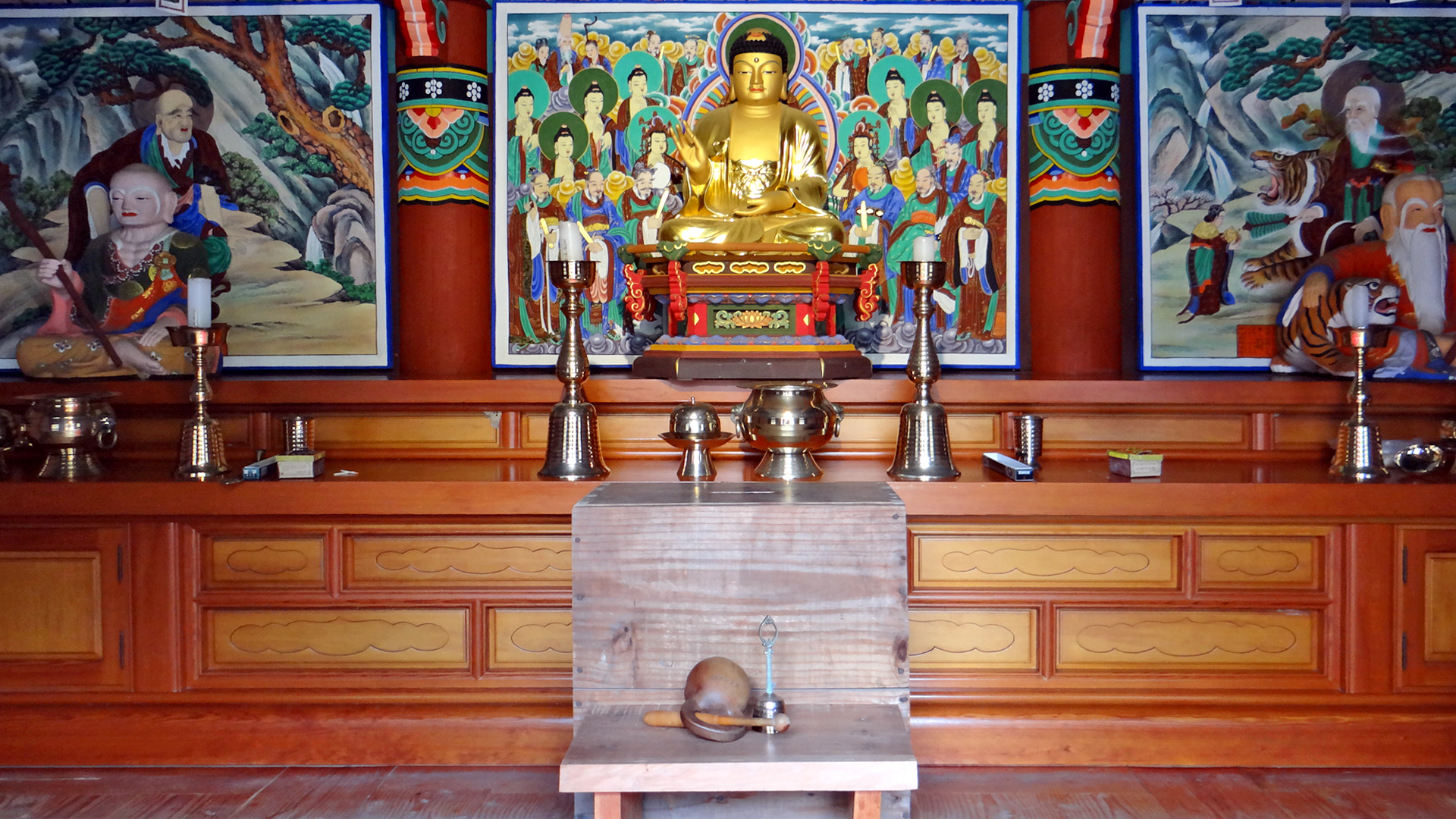
칠성각 내부
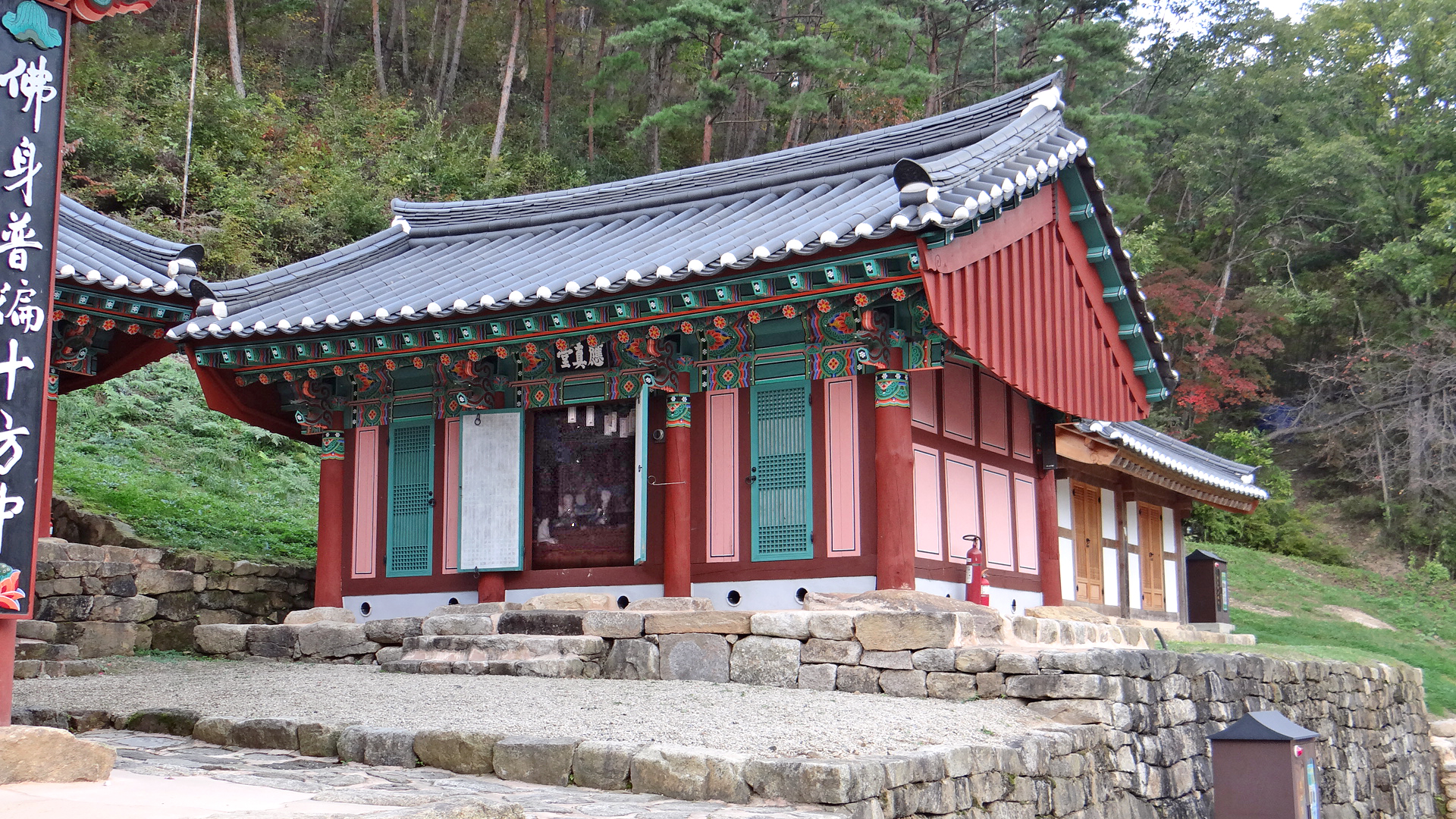
응진당
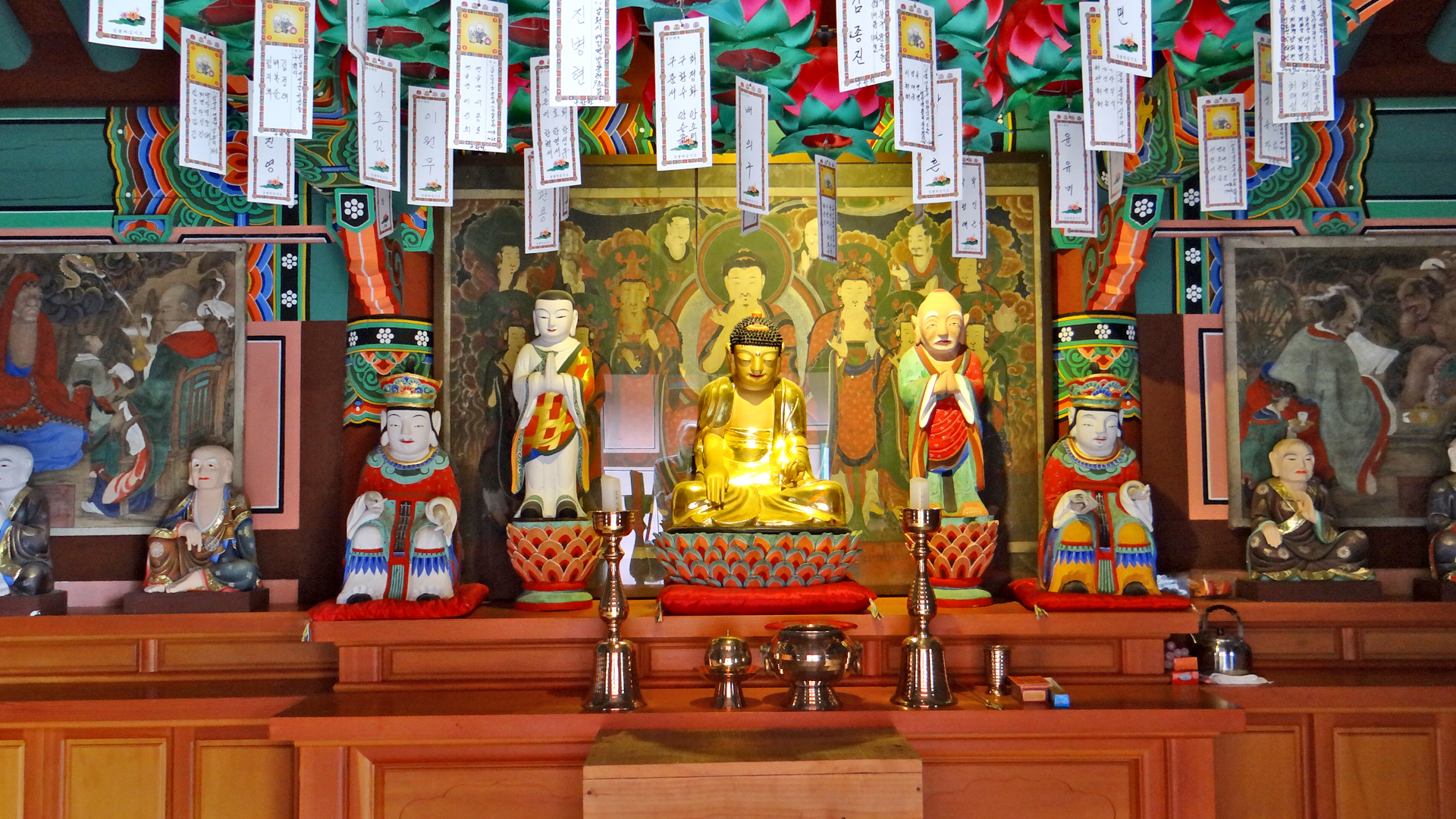
응진당 내부
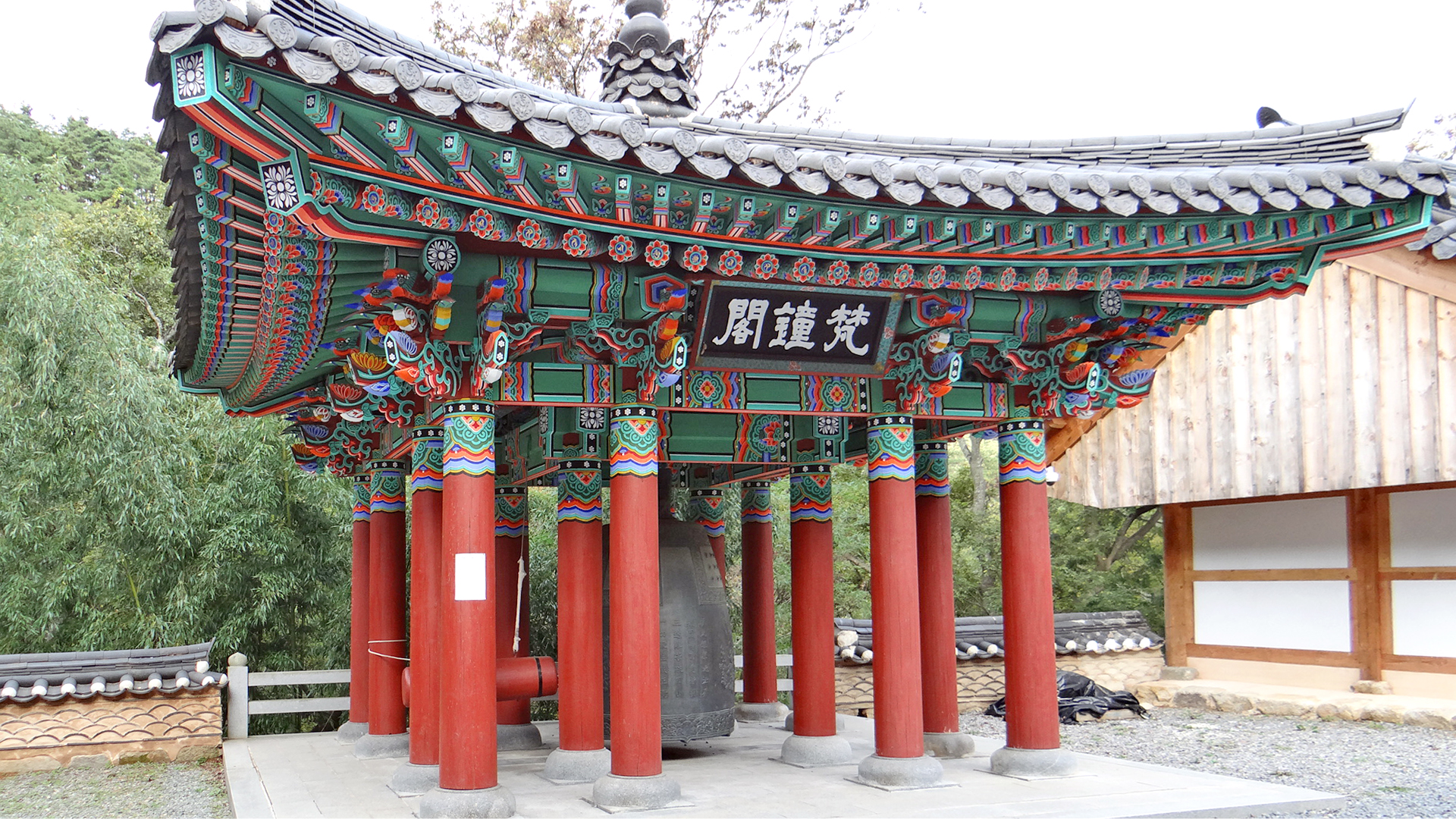
범종각
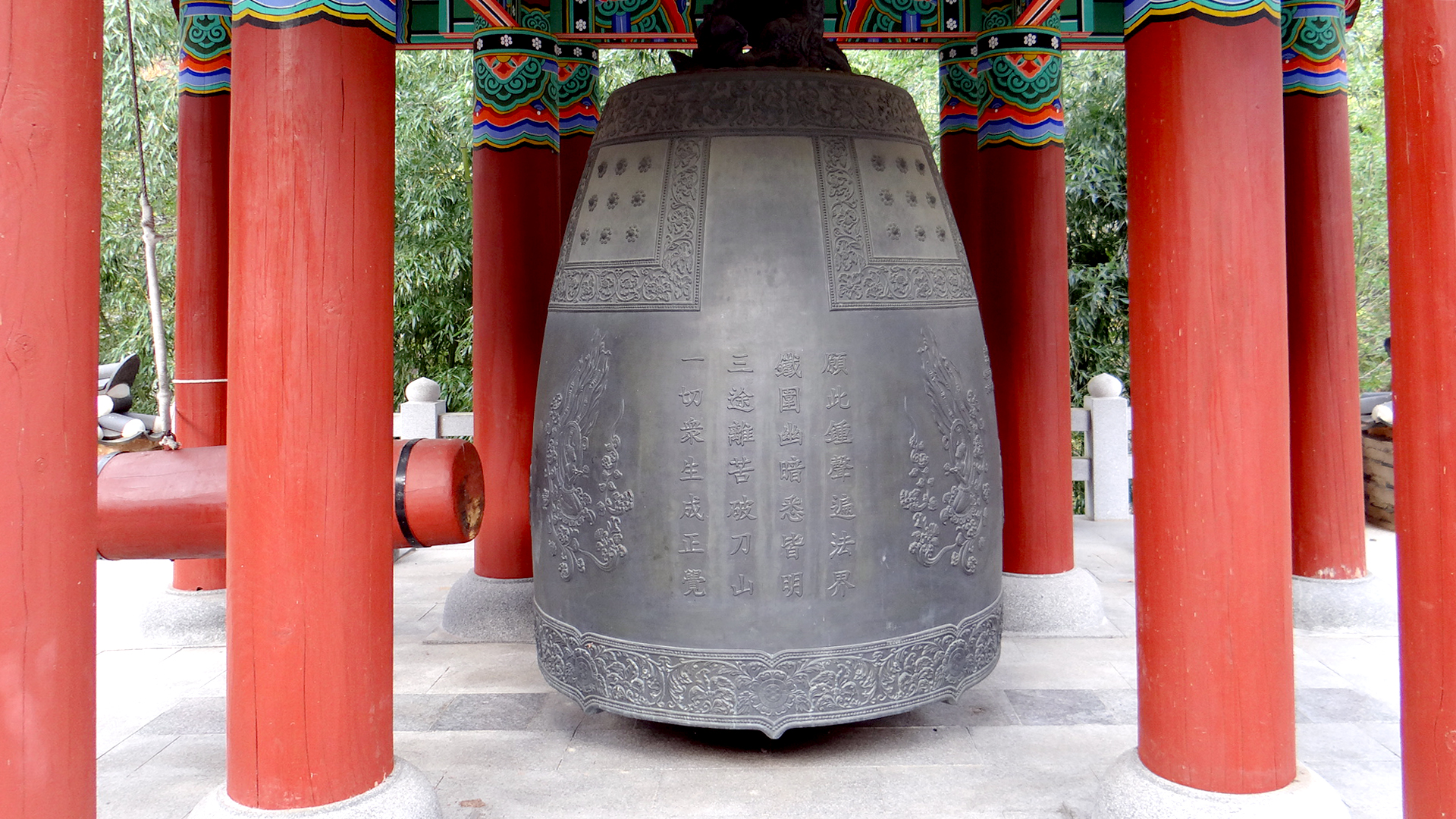
범종
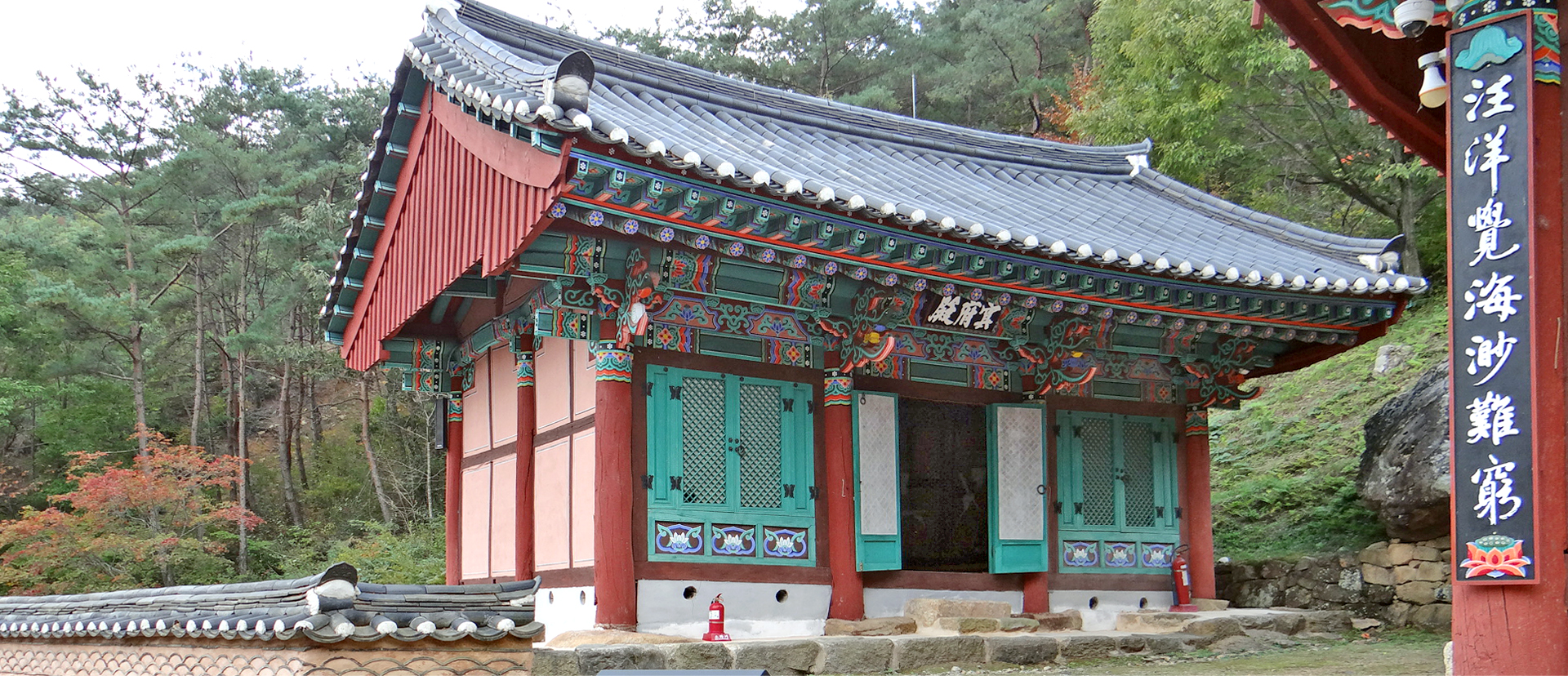
명부전
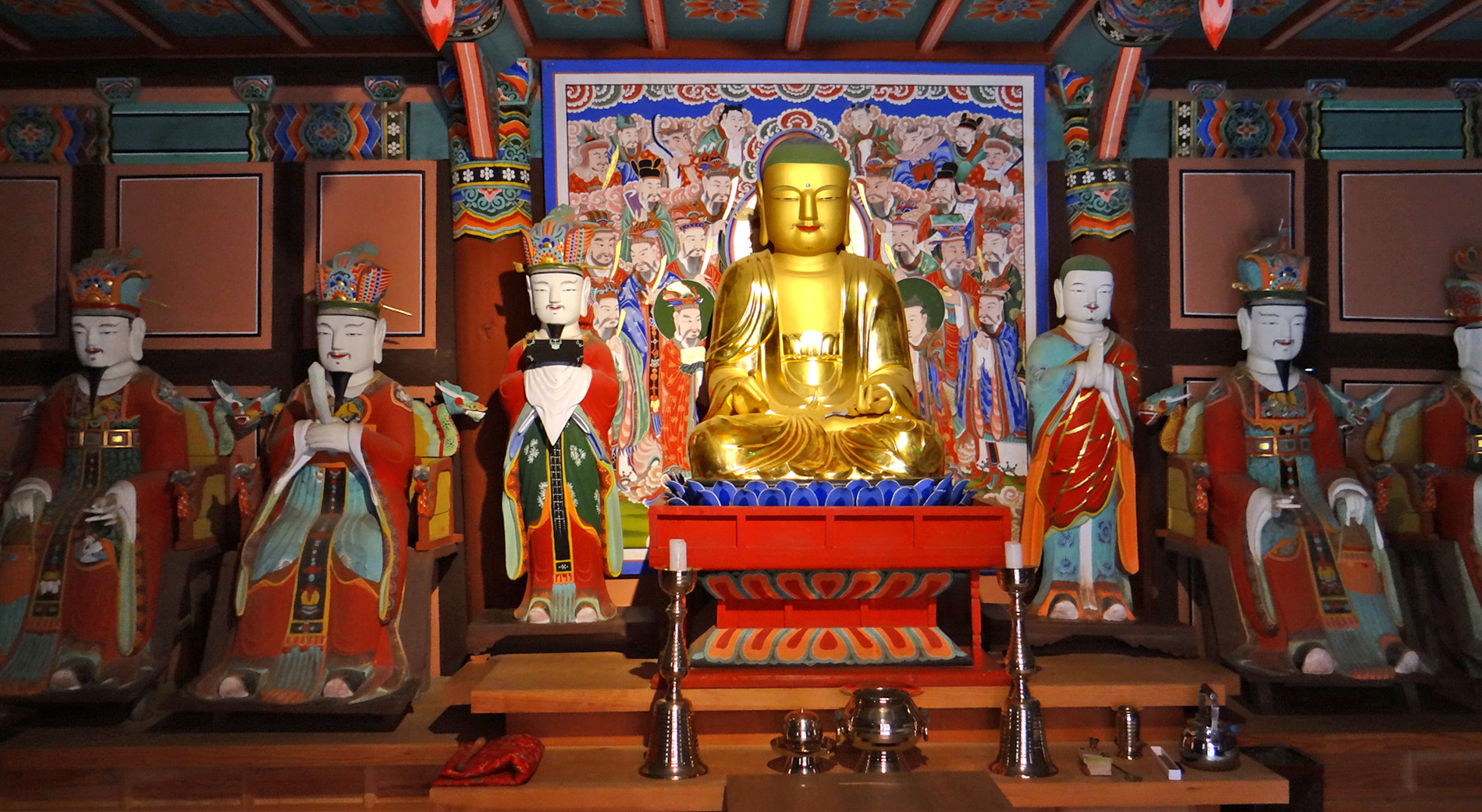
명부전 내부

## 문화재

### 도림사 괘불탱
도림사 괘불탱(道林寺 掛佛幀)은 도림사에 있는 괘불 탱화이다. 보물 1341호이다. 주존이 좌상이며 협시는 입상인 특이한 형태로 후불벽화(탱화)의 한 잔영으로 보인다. 평소에는 괘불함에 넣어 두어 대웅전 불상 뒤편에 봉안해 두었다가 사찰에 행사가 있을 때 꺼내어 신도들 앞에 내놓기 때문에 쉽게 접할 기회가 적다. 이 삼존불정화(三尊佛幀畵)는 17세기 후반기의 특징을 잘 보여 주고 있다. 본존불은 결가부좌를 한 좌상인데 수인은 항마촉지인을 짓고 있는 전형적인 석가여래좌상의 형태를 보여주고 있다. 머리는 뾰족한 보주형의 정상발주가 있고 나발은 극도로 형식화되었고 얼굴은 둥근 원망상으로 긴 눈썹에 눈은 작은 편이다. 좌우대칭으로 서 있는 두 보살은 거의 비슷한 형태인데 왼쪽 보살은 보관에 화불이 묘사된 것으로 오른쪽 향좌가 다르다. 이 괘불정화는 전체적으로 청•홍•녹, 그리고 연분홍색이 주조를 이루고 있는 바, 이는 아직까지 조선 전기의 조화된 색감을 엿볼 수 있으며 정확한 연대를 알 수 있는 화기(畵記)가 있어 귀중한 자료이다.

## 참고 자료
- 이 문서에는 다음커뮤니케이션(현 카카오)에서 GFDL 또는 CC-SA 라이선스로 배포한 글로벌 세계대백과사전의 내용을 기초로 작성된 글이 포함되어 있습니다.